# The Best of Lou Reed & Velvet Underground
The Best of Lou Reed & Velvet Underground  è una raccolta di brani di Lou Reed e dei The Velvet Underground pubblicato nel 1995.

## Tracce
1. Sunday Morning
2. I'm Waiting for the Man
3. Venus in Furs
4. Candy Says
5. Pale Blue Eyes
6. Beginning to See the Light
7. Satellite of Love
8. Nowhere at All
9. Vicious
10. Perfect Day
11. Walk on the Wild Side
12. How Do You Think It Feels
13. Sweet Jane
14. White Light/White Heat
15. Sally Can't Dance
16. Wild Child
17. I Love You
18. Berlin
19. Coney Island Baby
20. I Love You, Suzanne